# Tychowo (powiat stargardzki)
Tychowo – wieś w Polsce położona w województwie zachodniopomorskim, w powiecie stargardzkim, w gminie Stargard.
Wieś położona jest około 5,5 km na południowy wschód od Stargardu. W bezpośrednim sąsiedztwie północnej części wsi przebiega droga krajowa nr 10.
W latach 1975–1998 miejscowość należała administracyjnie do województwa szczecińskiego.

## Informacje szczegółowe
Stara wieś średniowieczna, położona po południowej stronie szosy Stargard-Piła, pośrodku zespołu małych jezior polodowcowych, około 7 km od Stargardu. W 1350 roku zakupiona przez magistrat w Stargardzie, któremu podlegała do XVIII wieku; później została włączona do domeny. 
W 1939 roku we wsi istniały 22 gospodarstwa chłopskie o powierzchni 20-30 ha, oraz jedno gospodarstwo o powierzchni 102 ha. 
Zabudowania rozplanowane są w kształcie owalnicy usytuowanej równoleżnikowo. Na północ od miejscowości znajduje się, oddana oficjalnie do użytku w maju 2011, farma wiatrowa składająca się z 15 elektrowni wiatrowych o łącznej mocy 34,5 MW.

## Zabytki
Dominującym akcentem Tychowa jest późnogotycki kościół z XV wieku, położony w środku wsi, zbudowany z kamieni narzutowych, salowy, z trójbocznie zamkniętym od wschodu prezbiterium. W XIX wieku podczas remontu przebudowano okna i portale oraz dobudowano wieżę, zakończoną latarnią z ośmiobocznym hełmem. Wejście do świątyni od południa ozdobiono portalem ostrołukowym. 
We wnętrzu: ołtarz barokowy z 1736 roku oraz ambona renesansowa, nieco zmieniona w 1720 roku. Część centralną ołtarza zajmuje obraz „Ukrzyżowanie”, w predeli obraz Ostatnia wieczerza”. Na wieży dzwon o średnicy 76 cm, odlany w Szczecinie w 1853 roku. Kościół pw. Podwyższenia Krzyża Świętego został poświęcony w 1946 roku przez ks. Jana Borodzicza. 
Plac przykościelny otoczony kamiennym murem, przy którym rosną pojedyncze drzewa liściaste. 
Do zabytków Tychowa należy zaliczyć także korpus wiatraka, typu holenderskiego, stojącego przy drodze do wsi Święte, zbudowanego w 1860 roku (obecnie bez skrzydeł), oraz cmentarz poewangelicki (obecnie katolicki) w zachodniej części wsi.

## Transport
Do Tychowa można dojechać liniami MZK Stargard nr 3 i 3G.